# 三種町スカルパ野球場
三種町ことおか中央公園スカルパ野球場（みたねちょう・ことおかちゅうおうこうえん・スカルパやきゅうじょう）は、秋田県三種町にある野球場である。1995年に、旧琴丘町に開場した。県内では比較的早くに電光掲示板を導入した球場である。

## その他
「スカルパ」は野球場の愛称だけでなく、ことおか中央公園そのものの愛称でもあり、スポーツ、カルチャー、パークを組み合わせた造語である。球場の周辺には総合体育館・テニスコートなどがあり、このうち総合体育館は2007年（平成19年）、秋田わか杉国体のバスケットボール成年男子・少年女子会場として使用された。

## 施設概要
- グラウンド面積：
- 両翼：97.6m、中堅：122m
- 内野：土、外野：天然芝
- スコアボード：磁気反転式（選手名は手動式）

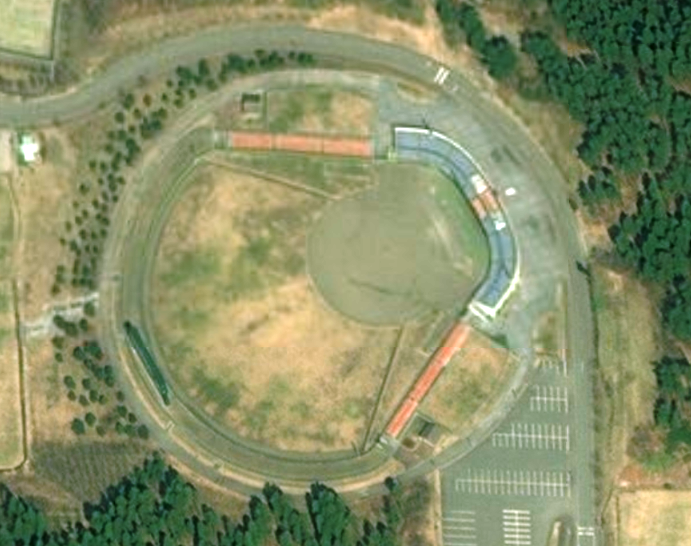
衛星図

- 収容人員：7,500人（内野：ベンチ席、外野：芝生席）
- 照明設備：なし

## 交通
- JR奥羽本線鹿渡駅より、徒歩約15分
- 秋田自動車道琴丘森岳インターチェンジから約5分